# Yağmurpınar, Yedisu
Yağmurpınar là một xã thuộc huyện Yedisu, tỉnh Bingöl, Thổ Nhĩ Kỳ. Dân số thời điểm năm 2010 là 190 người.